# Andy Ibáñez
Andy Ibáñez (La Habana, Cuba, 3 de abril de 1993), es un jugador profesional cubano de béisbol que se desempeña en la posición de segunda base en Detroit Tigers, equipo de las Grandes Ligas de Béisbol (MLB).

## Carrera
Ibáñez hizo su debut en la MLB con el equipo Texas Rangers, en el cual jugó dos temporadas (2021-2022), después pasó a Detroit Tigers, donde lleva jugando dos temporadas.